# Jana Grzimek
Jana Grzimek (* 24. Oktober 1964 in West-Berlin) ist eine deutsche Bildhauerin. 

## Familie
Jana Grzimek ging aus der zweiten Ehe von Waldemar Grzimek mit der Ärztin Lydia Schumann (* 1927) hervor. Ihre Halbschwester ist die Bildhauerin Sabina Grzimek, ihr Halbbruder der Keramiker Tomas Grzimek.

## Leben
Nach dem Abitur in Karlsruhe im Jahre 1983 begann Grzimek 1984 mit dem Studium der  Bildhauerei an der Hochschule für Künste Bremen bei Waldemar Otto. 1993 wurde sie als Meisterschülerin bei Fritz Vehring im Fach Keramik diplomiert.
Es folgten mehrere Lehraufträge und Gastprofessuren, so 1993 ein Lehrauftrag für Modellieren im Gerhard-Marcks-Haus in Bremen, 1994 ein Arbeitsstipendium im Atelierhaus Worpswede, 1995 für das Projekt Fayence an der Hochschule für Künste Bremen, 1995/1996 eine Gastprofessur an der Staatlichen Akademie der Bildenden Künste Stuttgart, 1997/1998 Lehraufträge für das Projekt „Fayence“ an der Universität der Künste Berlin und der  Akademie der Bildenden Künste Nürnberg und 2002 das Fayence-Projekt in der Majolika Manufaktur Karlsruhe.
Jana Grzimek ist seit 1991 Mitglied des Künstlersonderbundes in Deutschland und war von 1999 bis 2001 in dessen Vorstand aktiv.

## Werke
Grzimek dokumentiert in ihren Ausstellungen die Vielfältigkeit ihres bildnerischen Schaffens, das neben Bronze- und Gipsplastiken vor allem auch bemalte keramische Gefäßformen beinhaltet. Ihr bisher größtes Projekt ist die 2003 fertiggestellte Rauminstallation Deutsche Zimmer an der Majolika Manufaktur Karlsruhe. Dort sind Majolika-Formen von Vasen, Schalen, Leuchtern mit expressiver Bemalung zu selbst sprechenden Räumen (Küche, Bad, Esszimmer und Kaminzimmer) zusammengeführt.